# 莫力庙羊场
莫力庙羊场，是中国内蒙古自治区通辽市科尔沁区下辖的一个类似乡级单位。

## 行政区划
莫力庙羊场共辖以下地区：一分场、二分场、三分场和四分场。